# توماس بل
توماس بل (انگلیسی: Thomas Bell) (زاده ۱۱ اکتبر ۱۷۹۲ و درگذشته ۱۳ مارس ۱۸۸۰) جانورشناس، جراح و نویسنده اهل انگلستان بود. ایگوانای دریایی توسط او توصیف علمی گردید.

## آثار
- خلاصه‌ای از وضعیت لاک‌پشت های دنیا (موجود و منقرض شده) ۱۸۳۲-۱۸۳۶
- سخت پوستان بریتانیا ۱۸۴۴-۱۸۵۳